# Asteriks i Normanowie
Asteriks i Normanowie (fr. Astérix et les Normands) – dziewiąty album komiksu o przygodach Gala Asteriksa autorstwa René Goscinnego (scenariusz) i Alberta Uderzo (rysunki).
Komiks ukazywał się początkowo w odcinkach, na łamach francuskiego czasopisma Pilote, w 1966 r. Został wydany w formie albumu w 1967 r.
Pierwsze polskie wydanie (w tłumaczeniu Jarosława Kiliana) pochodzi z 1999 r.

## Fabuła
Do wioski Galów przybywa Draczniks, bratanek wodza Asparanoiksa. Ojciec chłopaka, Oceanoniks, uważa, że pod wpływem życia w Lutecji jego syn stał się mięczakiem. Asparanoiks powierza Asteriksowi i Obeliksowi zadanie zrobienia z Draczniksa prawdziwego mężczyzny.
Tymczasem na dalekiej północy wódz Normanów, Grombaf, planuje nową wyprawę na południe. Liczy na to, że w jej trakcie pozna tajemnicę strachu (dodającego ludziom skrzydeł), co pozwoli Normanom na rozstanie z reputacją ludu, który nie zna, co to strach.
Wkrótce dochodzi do lądowania Normanów na wybrzeżu Armoryki. Zwiadowca podsłuchuje rozmowę Draczniksa z Asteriksem i Obeliksem, w trakcie której chłopak przyznaje się, że bardzo się boi. Wśród najeźdźców powstaje plan porwania Draczniksa, uznanego za „mistrza strachu”.

## Adaptacje
Na motywach komiksu powstał francuski film animowany Asterix i wikingowie.